# 格拉唐斯
格拉唐斯（法語：Gratens，法語發音：[ɡʁatɛ̃s]）是法国上加龙省的一个市镇，属于米雷区。

## 地名
该地名“Gratens”发音为[ɡʁatɛ̃s]，末尾字母“s”发音，《世界地名翻译大辞典》与《世界地名译名词典》将其误译作“格拉唐”。

## 地理
格拉唐斯（43°19'19"N, 1°6'50"E）面积15.15 平方千米，位于法国奧克西塔尼大區上加龙省，该省份为法国西南部内陆省份，西南端与西班牙接壤，自此顺时针与上比利牛斯省、热尔省、塔恩-加龙省、塔恩省、奥德省和阿列日省接壤。
与格拉唐斯接壤的市镇（或旧市镇、城区）包括：克莱蒙堡、布瓦德拉皮埃尔、勒富瑟雷、拉菲特维戈尔达讷、马里尼亚克-拉斯克拉尔、佩西、普伊德图日。
格拉唐斯的时区为UTC+01:00、UTC+02:00（夏令时）。

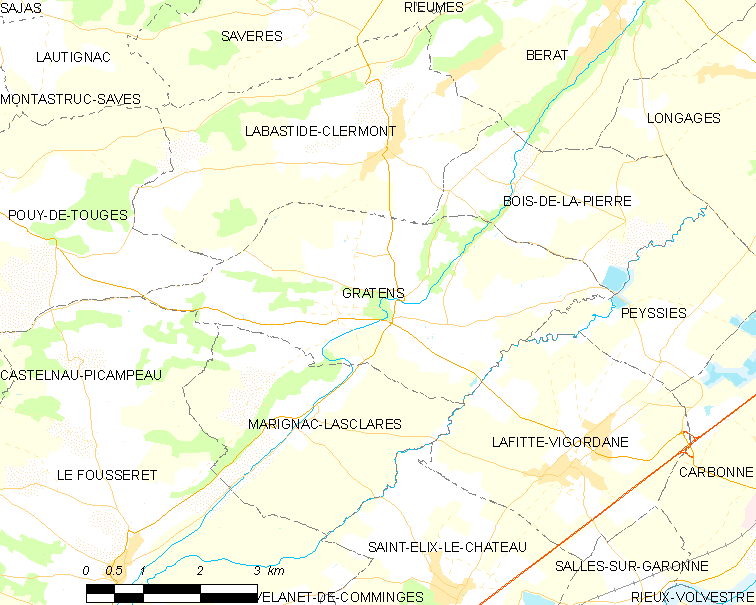
格拉唐斯的OSM定位图

## 行政
格拉唐斯的邮政编码为31430，INSEE市镇编码为31229。

## 政治
格拉唐斯所属的省级选区为卡泽尔县。

## 人口

1962-2008年间格拉唐斯人口变化图示

格拉唐斯于2022年1月1日时的人口数量为763人。